# Ixias reinwardtii
Ixias reinwardtii är en fjärilsart som först beskrevs av Snellen van Vollenhoven 1860.  Ixias reinwardtii ingår i släktet Ixias och familjen vitfjärilar. Inga underarter finns listade i Catalogue of Life.